# Malaysia i olympiska sommarspelen 1996
Malaysia deltog i de olympiska sommarspelen 1996 med en trupp bestående av 35 deltagare. Totalt tog landet 2 medaljer men inget guld.

## Medaljer

### Silver
- Cheah Soon Kit och Yap Kim Hock - Badminton, dubbel

### Brons
- Rashid Sidek - Badminton, singel

## Boxning
Lätt flugvikt
- Sapok Biki
  1. Första omgången — Förlorade mot Jesús Martínez (Mexiko) på poäng (4-15)

## Friidrott
Damernas 10 kilometer gång
- Annastasia Raj — 45:47 (→ 24:e plats)

## Landhockey
Herrar
Coach: Volker Knapp
- Ibrahim Mohd Nasihin Nubli
- Maninderjit Magmar Singh
- Lailin Abu Hassan
- Brian Jayhan Siva
- Lim Chiow Chuan
- Charles David
- Chairil Anwar Abdul Aziz
- Lam Mun Fatt
- Shankar Ramu
- Nor Saiful Zaini Nasiruddin
- Vickneswaran Patham
- Aphthar Singh
- Mirnawan Nawawi
- Calvin Fernandez
- Kuhan Shanmuganathan
- Hamdan Hamzah

Gruppspel
| Lag            | Spelade | W | D | L | GF | GA | Poäng |   |
| -------------- | ------- | - | - | - | -- | -- | ----- | - |
| Nederländerna  | 5       | 4 | 1 | 0 | 14 | 6  | +8    | 9 |
| Australien     | 5       | 3 | 1 | 1 | 13 | 7  | +6    | 7 |
| Storbritannien | 5       | 1 | 3 | 1 | 8  | 8  | 0     | 5 |
| Sydkorea       | 5       | 1 | 2 | 2 | 12 | 13 | –1    | 4 |
| Sydafrika      | 5       | 0 | 3 | 2 | 7  | 12 | –5    | 3 |
| Malaysia       | 5       | 0 | 2 | 3 | 7  | 15 | –8    | 2 |

## Segling
Öppen klass
| Seglare   | Gren  | Lopp | Lopp | Lopp | Lopp | Lopp | Lopp | Lopp | Lopp | Lopp | Lopp | Lopp | Nettopoäng | Slutlig placering |
| Seglare   | Gren  | 1    | 2    | 3    | 4    | 5    | 6    | 7    | 8    | 9    | 10   | 11   | Nettopoäng | Slutlig placering |
| --------- | ----- | ---- | ---- | ---- | ---- | ---- | ---- | ---- | ---- | ---- | ---- | ---- | ---------- | ----------------- |
| Kevin Lim | Laser | 32   | 26   | 36   | 34   | 35   | 39   | 48   | 33   | 40   | 41   | 25   | 300        | 37                |